# Фишер, Иоганн Бернгард фон
Иоганн Бернгард фон Фишер (нем. Johann Bernhard von Fischer; 28 июля 1685, Любек — 8 июля 1772, Рига) — немецкий врач, городской врач Риги, лейб-медик и главный директор медицинской канцелярии в С.-Петербурге (архиятер Российской империи), много содействовавший становлению медицинского образования в России.

## Биография
Родился 28 июля 1685 года в Любеке. Закончил Карлов лицей в Ригe, учился медицине в Галле и Йене, в 1705 г. получил в Лейдене степень доктора медицины. Посетив Англию и Францию, он в декабре 1710 г. прибыл в Ригу и занял должность городского врача.
В 1735 году был назначен лейб-медиком и главным директором медицинской канцелярии в С.-Петербурге (архиятером), а в 1736 г. ему была поручена вся медицинская часть в Российской империи. Он ввёл строгую отчетность в расходах Медицинской канцелярии, определил положение больших госпиталей изданием в 1735 г. генерального регламента о госпиталях. Обратив внимание на недостаток врачей в России, он предпринял преобразование уже существовавшей московской медицинской школы и открыл три новые: две при петербургских госпиталях (генеральном сухопутном и адмиралтейском) и одну при кронштадтском. В облегчение управления генеральными госпиталями был при нём составлен «Генеральный регламент о госпиталях», утвержденный имп. Анной Иоанновной 24 декабря 1735 г. Предметом особенной его заботы было поддержать после смерти Николая Ламбертовичa Бидлоо (1670—1735) московскую медицинскую школу от распада. Это было тем более необходимо, что, вследствие войны и чумы 1738 г., московские госпиталя лишились почти всех своих преподавателей.
Другой заботой Фишера было организовать medicinam publicam, то есть медицинскую полицию. Когда Медицинская коллегия была переименована в Медицинскую канцелярию, при ней был образован особый род службы, службы «физических дел», предметом ведения которой были заботы об охране народного здоровья и освидетельствование живых лиц. Для этой цели в Москве и Петербурге были введены штадтфизики, которые должны были осматривать аптеки, ботанические сады, арестовывать знахарей и шарлатанов, производить судебно-медицинские вскрытия, осматривать больных в губернских канцеляриях, свидетельствовать рекрутов, производить экзамены лекарей и подлекарей при поступлении их на службу.
Получил звание рыцаря Johann Bernhard von Fischer (до 1740).

## Работы
- Генеральный регламент о госпиталях (1735)
- Регламент о полевых аптеках
- «Von den Ursachen weisser Haare bei den Thieren».
- Allgemeine und eigene Winter- und Sommerlust mit untermischten physikalischen und moralischen Betrachtungen (1745)
- De krakatiza, De scorbuto, De munere archiatri in Russia. «Acta physico-medica Acad. Leopoldino-Carolinae» X—XIV (1752—1767)
- «Livländisches Wirthschaftsbuch» (1753)
- «Hirtenlieder und Gedichte …» Halle im Magdeburgischen: Carl Hermann Hemmerde (1753)
- De senio ejusque grandibus et morbis, nec non de ejusdem acquisitione tractatus (1754, 1760)
- «25 Gespräche vom hohem Alter, nebst einer leichter Anweisung zu solchen zu gelangen» (1762)
- De febre miliari, purpura alba dicta: e veris principiis eruta, et confirmata, tractatus, per longam experientiam collectus (1767)